# TACACS
TACACS (англ. Terminal Access Controller Access Control System) — сеансовый протокол, использовавшийся на серверах доступа ARPANET. Центральный сервер, который принимает решение, разрешить или не разрешить определённому пользователю подключиться к сети.
TACACS не предусматривает сбора какой-либо статистики. Таким образом от AAA (англ. authentication, authorization, accounting) остаётся AA (англ. authentication, authorization).
TACACS описан в документе RFC 1492.
Существуют две версии TACACS: исходная, использовавшаяся в ARPANET и более новая, доработанная и применявшаяся (до появления TACACS+) Cisco.